# John Michael
John Michael (* 20. März 1974 auf Zypern als Yannis Michail) ist ein zyprisch-griechischer Dartspieler.

## Karriere
Seinen ersten größeren Erfolg erzielte Michael 2000, als er erstmals die griechische Dartmeisterschaft gewann. Ab 2003 nahm er an Turnieren der BDO und der WDF teil. Sein erster Turniersieg gelang ihm 2004 bei den Malta Open, die er auch 2007 und 2012 für sich entschied. Außerdem gewann er in den folgenden Jahren mehrfach die Greek Open und die Cyprus Open sowie 2009 die Austrian Open Vienna.
2009 konnte er neben den Cyprus Open auch die Hellenikon Open und den Mediterranean Cup gewinnen, woraufhin er erstmals zur PDC wechselte. Da er allerdings in der Folge relativ erfolglos blieb, entschloss er sich 2012, wieder zur BDO zurückzuwechseln.
Im Jahr 2013 gelang ihm die Qualifikation zur BDO World Darts Championship, in der er in der ersten Runde gegen den Letten Madars Razma mit 2:3 ausschied. 2014 nahm er an der PDC World Darts Championship 2015 teil, in der er nach einem Sieg über Jani Haavisto in der Vorrunde in der 1. Runde an Ian White scheiterte. 2015 wechselte er wieder zur PDC.
Auch im folgenden Jahr gelang ihm die Qualifikation zur Weltmeisterschaft, bei der PDC World Darts Championship 2016 schied er erneut in der ersten Runde aus, dieses Mal gegen James Wade. 2016 gelang ihm die Qualifikation für drei Turniere der European Tour, wobei er es bei den European Darts Open in die zweite Runde schaffte, wo er gegen Mensur Suljović verlor. Außerdem vertrat er 2016 Griechenland, zusammen mit Ioannis Selachoglou, erstmals beim World Cup of Darts.
Bei der PDC World Darts Championship 2017 schied er wiederum in der ersten Runde aus, nachdem er nach einer 2:0-Führung gegen Alan Norris noch 2:3 verlor.
Bei der PDC Qualifying School 2021 qualifizierte sich Michael für die PDC Pro Tour. Die Tour Card konnte er jedoch nicht halten und musste somit 2023 wieder zur Q-School. Dort startete er in der Final Stage, erspielte sich die Karte jedoch nicht zurück.
Beim WDF World Cup 2023 Ende September ging Michael für Griechenland an den Start. Sowohl im Einzel als auch im Doppel – an der Seite von Angelos Moulangelis – war dabei bereits nach einem Spiel Schluss. Das gesamte griechische Team musste sich ebenfalls nach zwei Niederlagen gegen Litauen und Neuseeland bereits in der Gruppenphase verabschieden.
Auch 2024 war Michael wieder bei der Q-School dabei. Am dritten Tag der First Stage schaffte er dabei auf direktem Wege die Qualifikation für die Final Stage. Nach nur zwei erspielten Punkten nach drei Tagen schaffte es Michael am letzten Tage bis ins Viertelfinale. Insgesamt erspielte er somit fünf Punkte für die Rangliste, die er auf Rang 17 beendete. Für eine Tour Card hätte er jedoch mindestens Rang 13 benötigt.
Ende Mai spielte sich Michael ins Finale der Cyprus Masters. Mit 3:5 unterlag er hier dem Engländer Bradley Kirk.
Auch bei der European Q-School 2025 war Michael vertreten. Er schaffte es erneut in die Final Stage, blieb dieses Mal jedoch ohne Punkt für die Rangliste. Ende Januar spielte er sich daraufhin ins Finale der Romanian Open, unterlag jedoch Brian Raman mit 2:5. Mitte Mai gelang Michael dann jedoch der Doppelschlag: Er gewann sowohl das Finale des Cyprus Classic gegen Raymond van den Ende als auch den Titel beim Cyprus Masters gegen Richard Lewis. 

## Titel

### WDF
- Bronze-Turniere
  - Cyprus Classic: (1) 2025
  - Cyprus Masters: (1) 2025

## Weltmeisterschaftsresultate

### PDC
- 2015: 1. Runde (1:3-Niederlage gegen  Ian White)
- 2016: 1. Runde (0:3-Niederlage gegen  James Wade)
- 2017: 1. Runde (2:3-Niederlage gegen  Alan Norris)
- 2022: 1. Runde (1:3-Niederlage gegen  Martijn Kleermaker)